# Autolytus tamanus
Autolytus tamanus är en ringmaskart som beskrevs av Imajima 1966. Autolytus tamanus ingår i släktet Autolytus och familjen Syllidae. Inga underarter finns listade i Catalogue of Life.